# Shaun Willett
Shaun Gregory Willett (Palm Bay (Florida), USA; 15 de noviembre de 1996) es un baloncestista estadounidense que pertenece a la plantilla del Club Ourense Baloncesto de la Liga LEB Oro. Con 1,93 metros de estatura, juega en la posición de alero.

## Trayectoria deportiva
Willett se formó en Heritage High School de su ciudad natal en Palm Bay (Florida). En 2015, ingresó en Indian River State College de Florida, donde jugó durante dos temporadas, hasta que en 2017 ingresa en la Universidad Queens de Charlotte, con el que jugaría otras dos temporadas con los Queens Royals. 
Tras no ser drafteado en 2019, firma por el BBC Arantia Larochette de la Total League de Luxemburgo, con el que disputa 11 partidos.
En la temporada 2020-21, firma por el MLP Academics Heidelberg de la ProA, la segunda división alemana.
En enero de 2021, cambia de equipo en la ProA y firma por el Wiha Panthers Schwenningen hasta el final de la temporada.
El 31 de octubre de 2021, firma por el União Desportiva Oliveirense de la Liga Portuguesa de Basquetebol, con el que disputa 26 partidos.
En junio de 2022, firma por el Taranaki Mountain Airs, club de la liga neozelandesa.
El 21 de agosto de 2022 firma por el Club Ourense Baloncesto de la Liga LEB Oro.